# Decibel
Decibel（デシベル）は、Linuxデスクトップ環境の一つであるKDEのバージョン4に搭載される予定のコミュニケーションに関する新しいフレームワークである。Decibelは全ての通信プロトコルをデスクトップに統一することを目標としている。現在のところ、AOL Instant MessengerやWindows Live メッセンジャー、メール、Skypeなどでプロトコルは別々の方法で取り扱われているが、Decibelはこれらを一つにまとめることで、ユーザーは自身のコンタクト情報をより簡単に管理することが出来るようになると見られる。
例えば、ユーザーAがユーザーBとメッセージを送信する状況を考えてみる。ユーザーAがコンピュータにユーザーBと接続するよう要求すると、サービスマネージャは要求を受け入れて、ユーザーBにそのメッセージを送信するために最も望ましい方法を（電話番号やEメールアドレスなどに応じて）自動的に選択する。それゆえ、ユーザーBがどのプロトコルを用いていようとも、ユーザーAはBと通信できる。

## 機能
DecibelはコミュニケーションプロトコルにTelepathyプロトコルを用いるデスクトップデーモンとして作動するが、そのデーモンを直接操作することはできない。しかしDecibelはリアルタイムコミュニケーションをアプリケーションに統合する労力を減らすために、Telepathyの上にいくつかの機能を加えている。Telepathyと同様にD-Busを用いており、それゆえ、D-Busを用いているアプリケーションはDecibelのサービスを利用することができる。また、プロトコルの設定やアカウントの管理、またはデスクトップにおける特定の作業を行うことができる。例えばQtまたはGTK+などのツールキットを用いてGUIを起動したり、PIMにパスワードを保存させたり別のアカウントの情報を管理することなどが挙げられる。

## KDE 4における対応
DecibelはKDE 4.1のKopeteに完全に対応する予定であり、4.0では部分的に対応している。KopeteとPidginは現在のプロトコルを、テレパシーの仕様で利用できるようにする予定である